# Monument à Claude Renaud
Le monument à Claude Renaud, ou pyramide Renaud, est un mémorial de la fin du XIXe siècle situé dans la forêt de Fontainebleau, en France. Il est dressé en l'hommage de Claude Renaud, un sous-lieutenant-élève d'artillerie, décédé d'une chute de cheval à cet endroit en 1894.

## Situation et accès

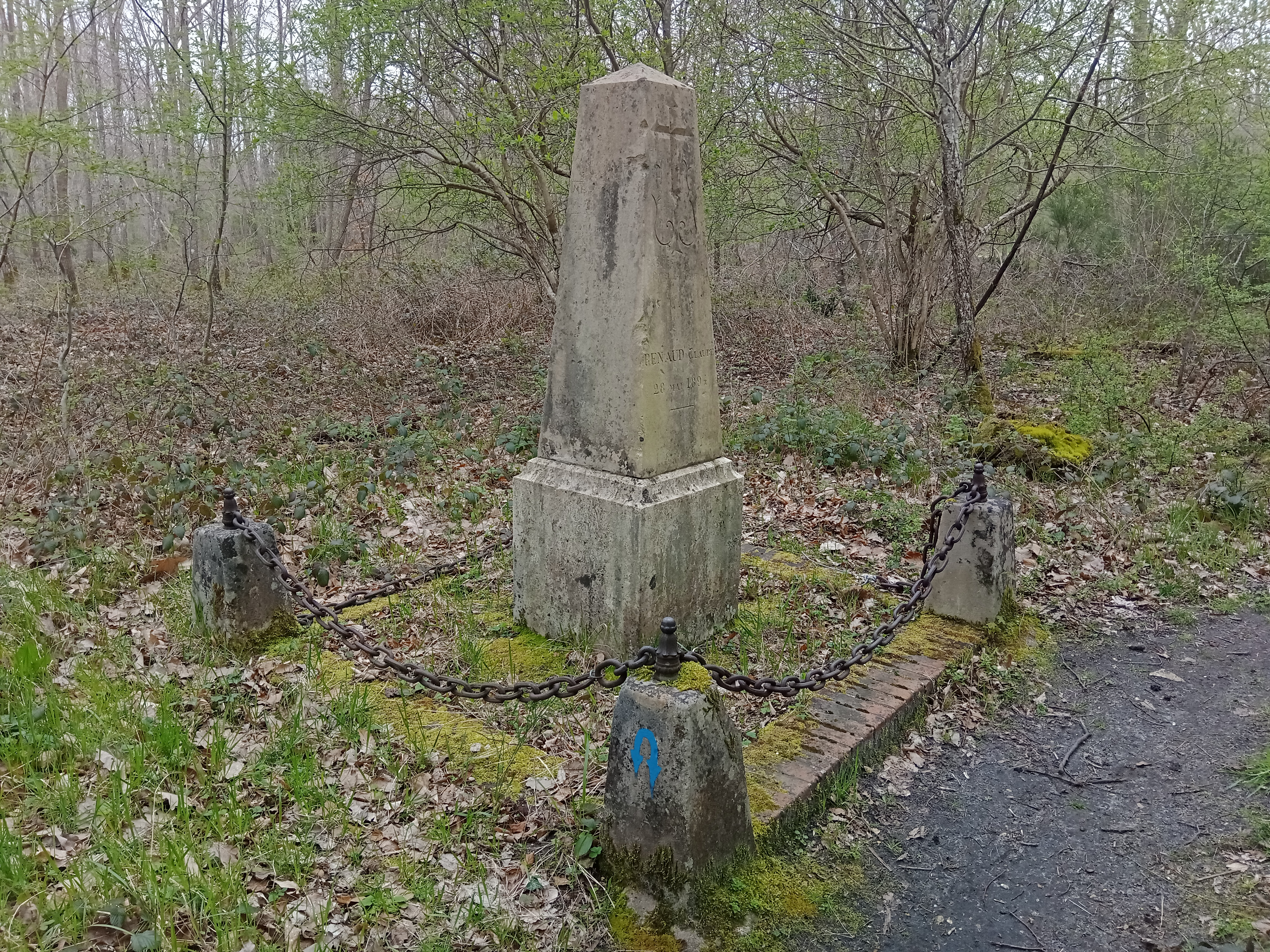
Le monument avec une flèche de demi-tour des circuits Denecourt Colinet sur l'une des bornes d'angle.

Le monument est situé entre la route de Moret-sur-Loing (route départementale 606), la route de Cheyssac et la route d'Estrées, vers le centre de la forêt de Fontainebleau, sur le territoire de la commune de Fontainebleau, et plus largement au sud-ouest du département de Seine-et-Marne. Un repère de nivellement (en partie disparu) placé sur le monument à 27 centimètres au-dessus du sol fait état d'une altitude de 80,527 mètres.
Les circuits Denecourt Colinet nos 9 Est et 10 passent à proximité au sud sur la route de Cheyssac.

## Histoire

### Contexte
Claude André Renaud naît le 13 avril 1871 vers 10 h, dans le village de Sainte-Sabine (Côte-d'Or) au domicile du docteur François André. Renaud est le fils de Claude Renaud (lieutenant au 13e régiment d'infanterie de ligne) et d'Emélie Élisabeth François (sans profession), mariés l'un à l'autre et alors respectivement âgés de 40 et 25 ans. Le père, médecin-major dans un des régiments engagés dans la guerre franco-allemande de 1870, meurt en 1870 à la bataille de Borny-Colombey. Le fils Renaud étudie à La Flèche et à l'École polytechnique. Il devient ensuite sous-lieutenant-élève d'artillerie à Fontainebleau et y effectue, en 1894, sa première année. Il est décrit comme un « chrétien et un fils modèle ».
En mai 1894, un officier d'artillerie, Bernache-Assolant, saute un obstacle en forêt de Fontainebleau : il roule avec sa monture, qui meurt dans l'accident, mais le cavalier réussit à survivre. Quelques jours plus tard, le 28 mai, Claude Renaud participe de son plein gré à une séance d'équitation en extérieur avec une brigade d'officiers-élèves autre que la sienne, qui n'a alors pas de service. Près de la route de Moret, son cheval le désarçonne sur le même obstacle que l'officier : il tombe sur la tête, se fracture le crâne et perd connaissance,,. Sans la reprendre, il décède une dizaine de minutes après, vers 10 h,,. Cet incident parcourt la ville et y cause « une pénible émotion ». Ses obsèques sont célébrées, aux frais des officiers de l'École d'application suivant la coutume, le 30 mai à 10 h en l'église Saint-Louis de Fontainebleau : les honneurs lui sont rendus par une section d'artillerie et tous les officiers de la garnison (au nombre d'environ 500), les fonctionnaires et la municipalité accompagnent son cercueil. La cérémonie religieuse terminée, le convoi s'arrête d'abord à la limite de la ville où des condoléances sont exprimées et le corps est transporté par chemin de fer en Côte-d'Or où il est inhumé,. Un discours est lu à ses obsèques par le docteur Jules Gagey, conseiller général.

### Édification et vandalisme
Par les soins des officiers-élèves de l'École d'application et pour rendre hommage à Renaud, un petit monument est élevé en avril 1895. L'une des bornes entourant la stèle est renversée en automne de la même année.

## Structure

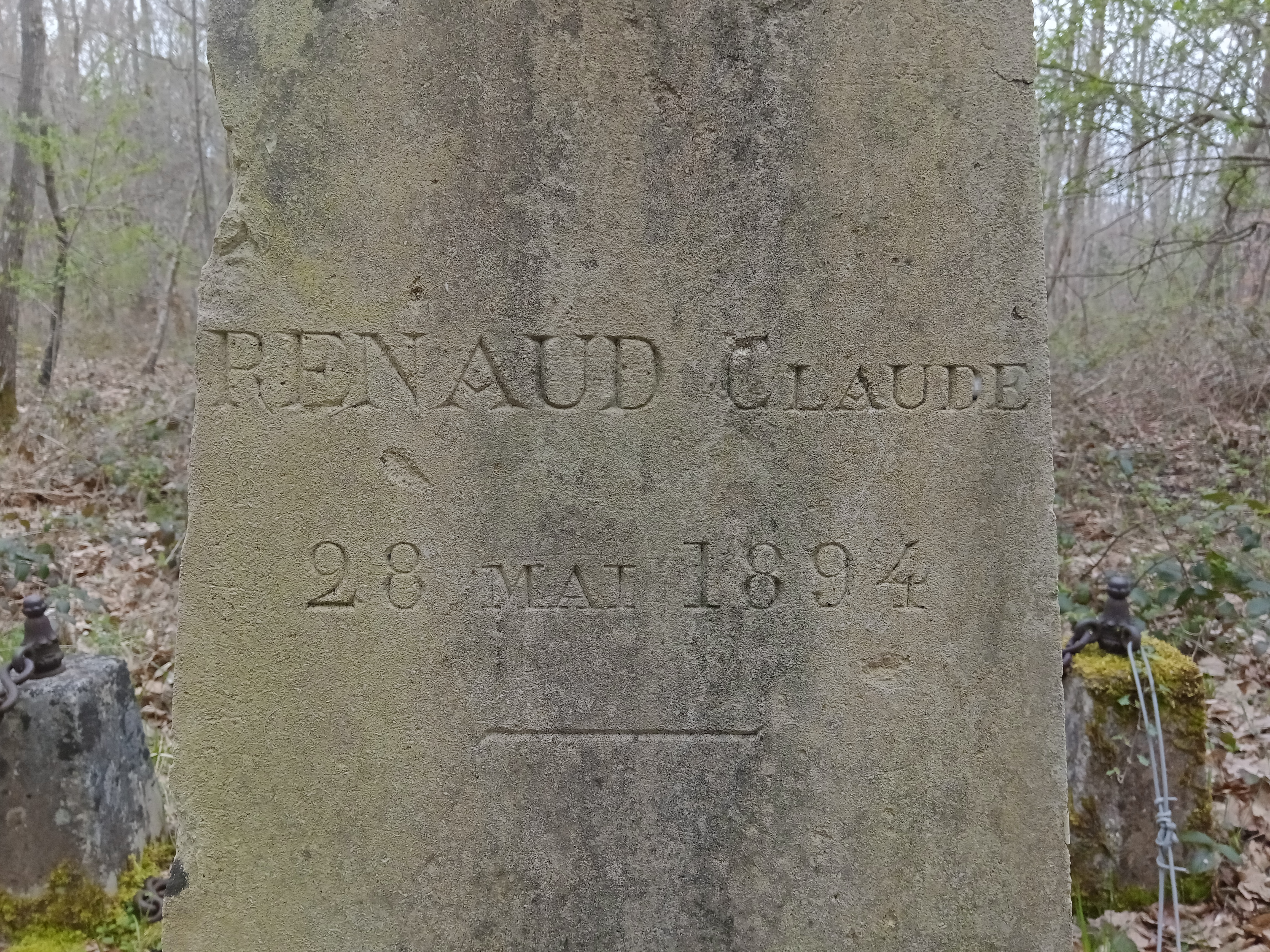
Détail de l'inscription.

Une stèle se dresse au milieu d'un périmètre délimité par quatre bornes reliées entre elles par des chaînes. Sur l'une des faces est gravée une croix suivie de l'inscription suivante,, :
| viratelle-aubert RENAUD Claude 28 mai 1894 |